# 박세원 (컬링 선수)
박세원(1995년 12월 20일 ~ )은 대한민국의 컬링 선수이다.